# 約翰·阿利特
約翰·愛德華·阿利特（英語：John Edward Alite，1962年9月30日—），又名強尼·阿萊托（Johnny Alletto），是一名美國的前黑幫和甘比諾犯罪家族合夥人，後來成為政府線人對付該犯罪家族和約翰·A·高蒂。阿利特是公認的殺人犯、武裝搶劫犯和毒販，他使用暴力手段來實現自己的非法目的。他被估計開槍射過30至40人、用棒球球棒打過100人，以及謀殺了6人。阿利特在後期生活中公開譴責黑社會的生活，並成為勵志演說家和作家。

## 早年
阿利特於1962年9月30日出生在紐約市的皇后區；他的祖父母是來自吉諾卡斯特的阿爾巴尼亞移民，並在皇后區的伍德哈文長大。他曾獲得棒球獎學金到坦帕大學，但在三年後退學。他與約翰·高蒂的兒子約翰·A·高蒂在同一鄰區長大，也是童年時的朋友。他在1990年是高蒂婚禮上的伴郎。2009年，他的前妻Carol在法庭上作證時抱怨說，阿利特欠她兩個孩子的撫養費；他後來與Claudia DiPippa結婚。

## 犯罪生涯
阿利特與甘比諾犯罪家族有聯繫，而且在佛羅里達州的坦帕帶領一支幫派，勒索競爭對手的停車管理生意，並向甘比諾的頭目羅尼·特魯基奧匯報情況。他還為購買一間名叫Mirage的坦帕夜總會作好安排。
1995年，查爾斯·卡爾內利和阿利特參與謀殺約翰·A·高蒂的大陰謀。那年後期，阿利特因非法藏有武器而違反假釋協議，其後被捕，並被判3年入獄。出獄後，阿利特因充當貪污獄卒Troy Kemmerer的中間人而被送回監獄3個月，Kemmerer當時正在為囚犯Antonino Parlavecchio從阿倫伍德聯邦監獄偷運捐精工具，Parlavecchio想令他的妻子Maria懷孕。
根據巴西聯邦警察說，在聯邦詐騙起訴書傳給阿利特在坦帕地區的集團活動時，他於2004年1月逃往巴西的里約熱內盧，在科帕卡瓦納居住和工作。在當局逮捕他之前，他在那裡住了10個月。他在巴西服刑兩年，最終於2006年被引渡至坦帕的聯邦當局接受審判。

## 政府線人
2008年1月，阿利特對涉嫌參與在紐約州、新澤西州、賓夕法尼亞州和佛羅里達州的兩宗謀殺、四宗串謀謀殺，至少八宗槍擊，兩宗企圖槍擊以及武裝入室行竊和武裝搶劫認罪。阿利特同意在甘比諾犯罪家族執行人查爾斯·卡爾內利的審判中作證，卡爾內利被判犯有四宗謀殺罪，目前正在終身監禁。
在對付高蒂失敗的詐騙審判中，阿利特也是一名政府證人。檢察官起訴高蒂涉嫌敲詐勒索和串謀謀殺，起因是被指控在佛羅里達州販毒，以及1988年謀殺George Grosso、1990年謀殺Louis DiBono和1991年謀殺Bruce John Gotterup。阿利特作證說，除了其他罪行外，高蒂還要為至少八宗謀殺案負責。
在進行盤問時，阿利特的證詞大部分都被暗中破壞。在2009年12月1日，12名陪審員宣布他們對所有針對高蒂的指控均未達成一致的裁決，法官宣布審判無效，並將高蒂釋放。陪審團在審判後接受彩訪時說，他們認為阿利特不可信。來自布魯克林和坦帕的聯邦檢察官對負責判處阿利特兩宗謀殺罪和其他罪行的法官提出聲明，描述阿利特的合作為「非凡」和「有價值」。
2011年4月26日，阿利特被判總共10年監禁。2012年1月，他受五年監督釋放，2015年10月，高蒂寫信給美國感化辦事處，聲稱阿利特在新澤西州槍支案件中違反了監督釋放條款，這促使了調查，把阿利特送回監獄3個月。

## 後期生活
阿利特後來成為防止犯罪方面的勵志演說家。他撰寫了三本合著的書籍：《Gotti's Rules: The Story of John Alite, Junior Gotti, and the Demise of the American Mafia》（2015年，與喬治·安娜斯塔西亞合著）、《Darkest Hour: John Alite: Former Mafia Enforcer for John Gotti & The Gambino Crime Family》（2018年）和《Prison Rules》（2019年）。2020年7月，他出現在Netflix的紀錄片《恐懼之城：黑手黨橫行紐約》。

## 外部連結
- John Alite （页面存档备份，存于）約翰·阿利特的官方網站